# Empis sericata
Empis sericata är en tvåvingeart som beskrevs av White 1916. Empis sericata ingår i släktet Empis och familjen dansflugor. Inga underarter finns listade i Catalogue of Life.